# Rue George-Gershwin
La rue George-Gershwin est une voie piétonnière située dans le quartier de Bercy du 12e arrondissement de Paris.

## Situation et accès
La rue George-Gershwin est accessible par les lignes de métro 6 à la station Bercy et 14 à la station Cour Saint-Émilion.

## Origine du nom
Elle porte le nom du compositeur américain George Gershwin (1898-1937).

## Historique
La voie est créée dans le cadre de l'aménagement de la ZAC de Bercy sous le nom provisoire de « voie BL/12 » et prend sa dénomination actuelle par arrêté municipal du 11 février 1993.

## Lieux particuliers
- La rue se situe à proximité du jardin Yitzhak-Rabin (parc de Bercy) et de la Cinémathèque française.